# Jetour
Jetour est une marque lancée en 2018 par Chery Commercial Vehicle. Le nom chinois de la marque se prononce « Jietu », mieux traduit par « Victory Road ».

## Histoire
La marque Jetour a été lancée le 22 janvier 2018. Lors du lancement de la marque, le SUV crossover original Jetour X70 a également été présenté. Plus tard en avril, lors du Salon de l'auto de Pékin 2018, Jetour a présenté le concept-car électrique Jetour X, qui présente en avant-première le SUV multisegment Jetour X90.
En avril 2023, lors du Salon international de l'auto de Manille 2023, la marque Jetour est lancée sur le marché philippin, puis sur le marché russe dans la fin de l'année 2023.

## Des produits

### Modèles actuels
- Jetour Ice Cream[7] (Rebadgé Chery QQ Ice Cream EV pour les Philippines exclusivement)
- Jetour X70/ X70S (2018-présent), SUV intermédiaire
  - Jetour X70M (2020-présent), variante économique du X70
- Jetour X70 Plus (2022-présent), SUV intermédiaire, X70 de deuxième génération
  - Jetour X70 Pro (2023-présent), variante améliorée du X70 Plus
- Jetour X90 (2019-présent), SUV intermédiaire
  - Jetour X90 Plus (2021-présent), variante améliorée du X90
  - Jetour Shanhai L9 (pour commencer), variante PHEV du X90
- Jetour X95 (2020-présent), SUV intermédiaire

- Jetour Dashing (2022-présent), SUV compact
  - Jetour Shanhai L6 (pour commencer), variante PHEV de Dashing

- Jetour Traveller (2023-présent), SUV compact
  - Jetour Shanhai T-L (pour commencer), variante PHEV du Traveler

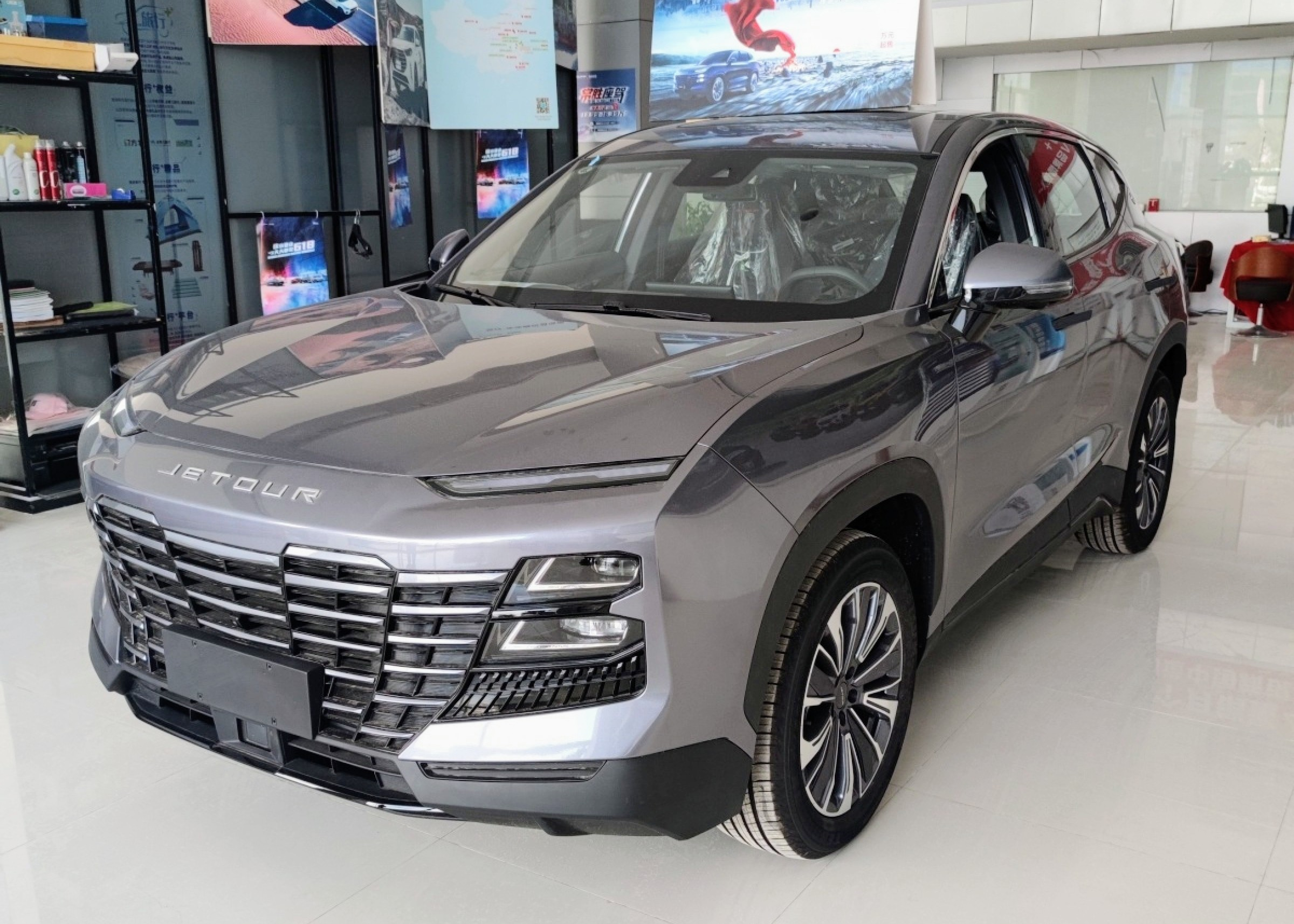
Jetour Dashing
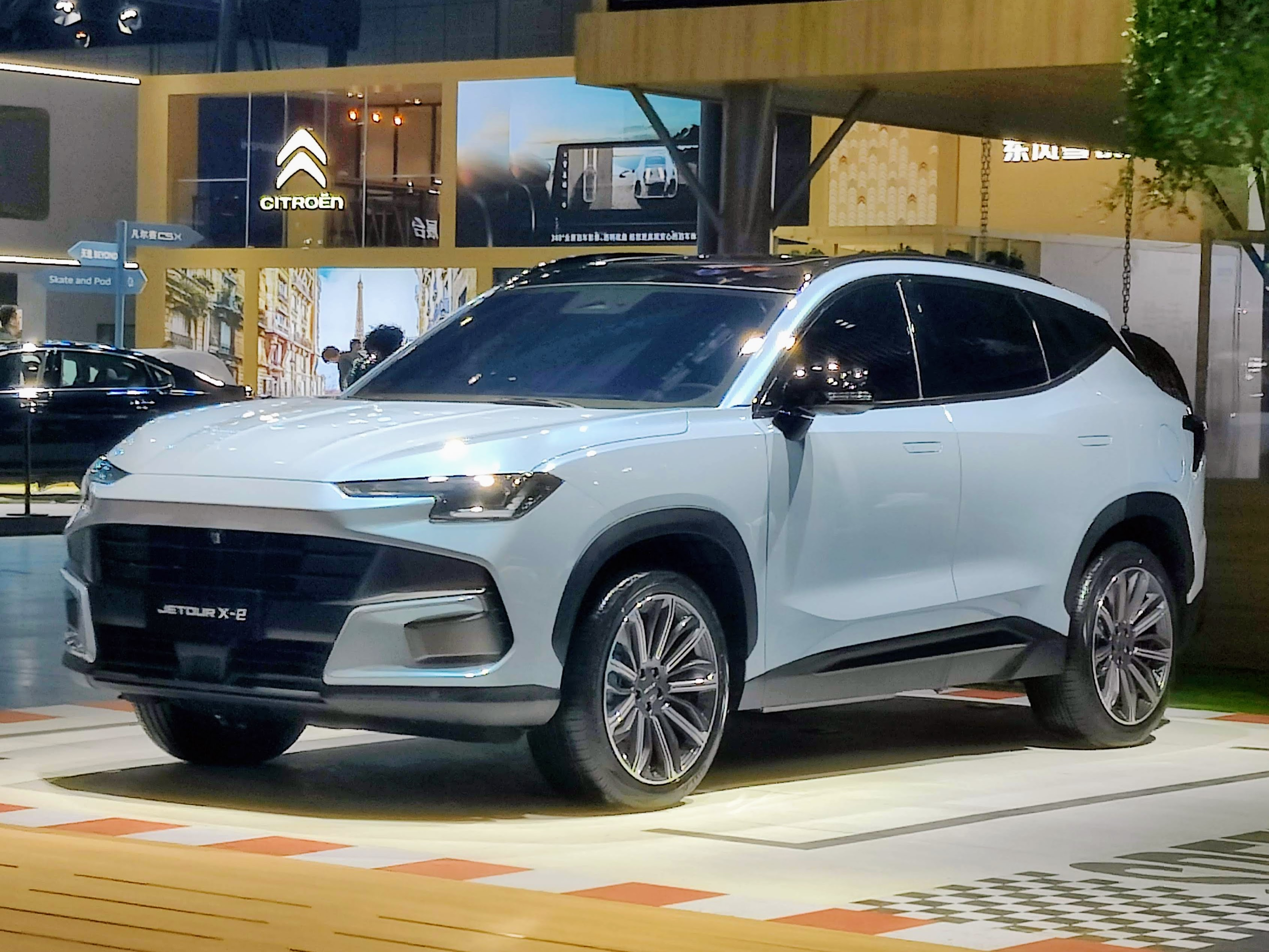
Jetour X-2
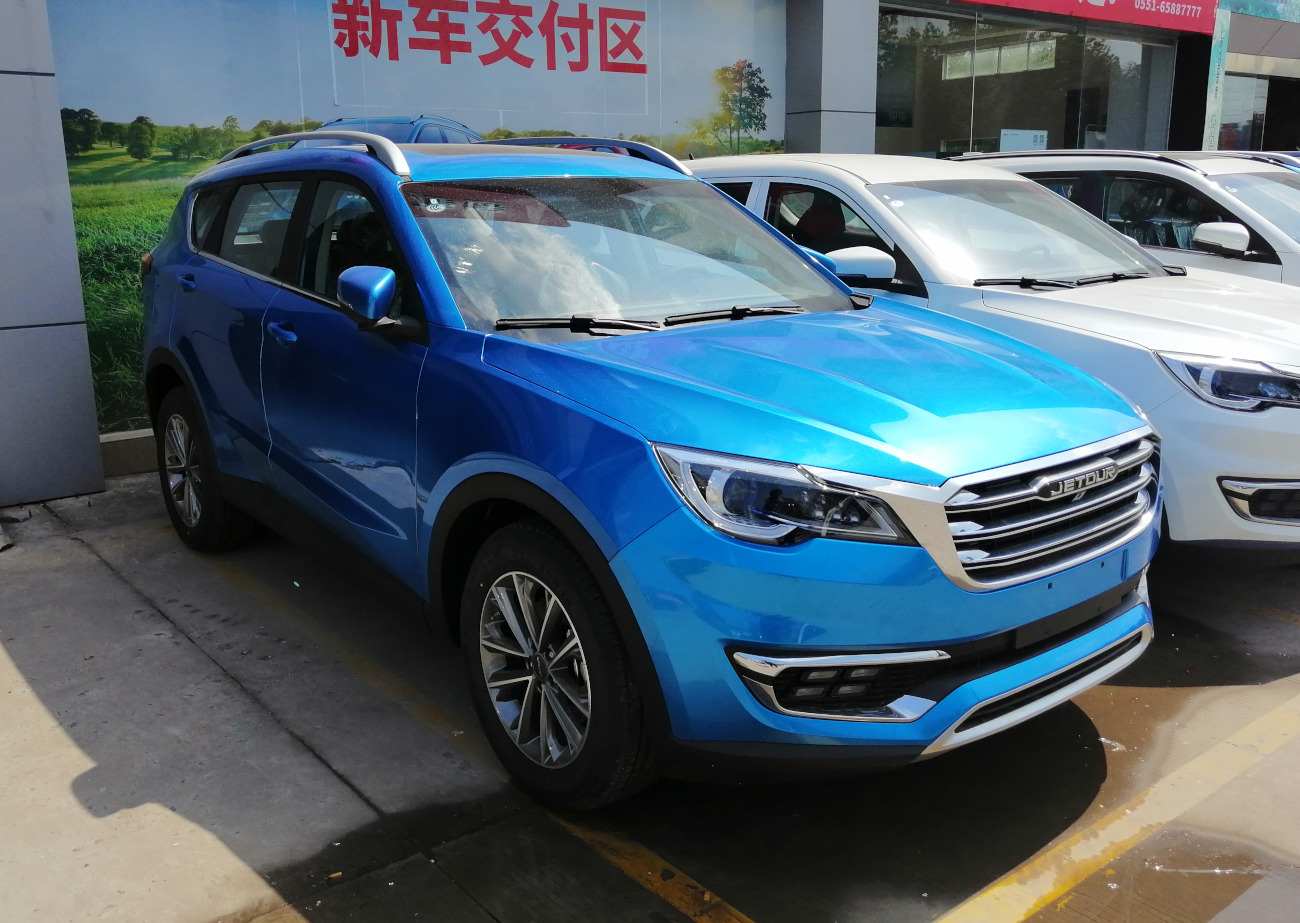
Jetour X70
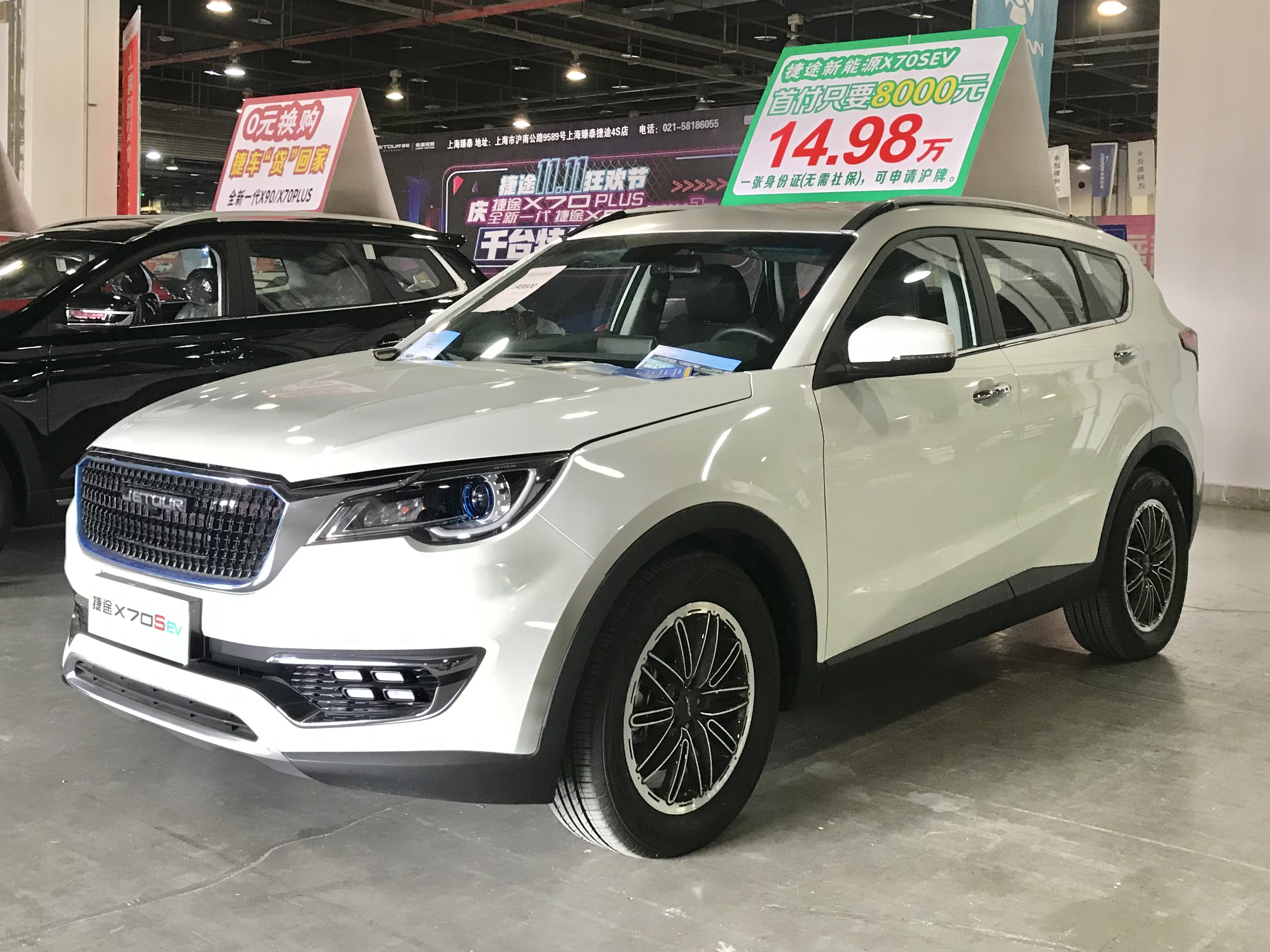
Jetour X70 S
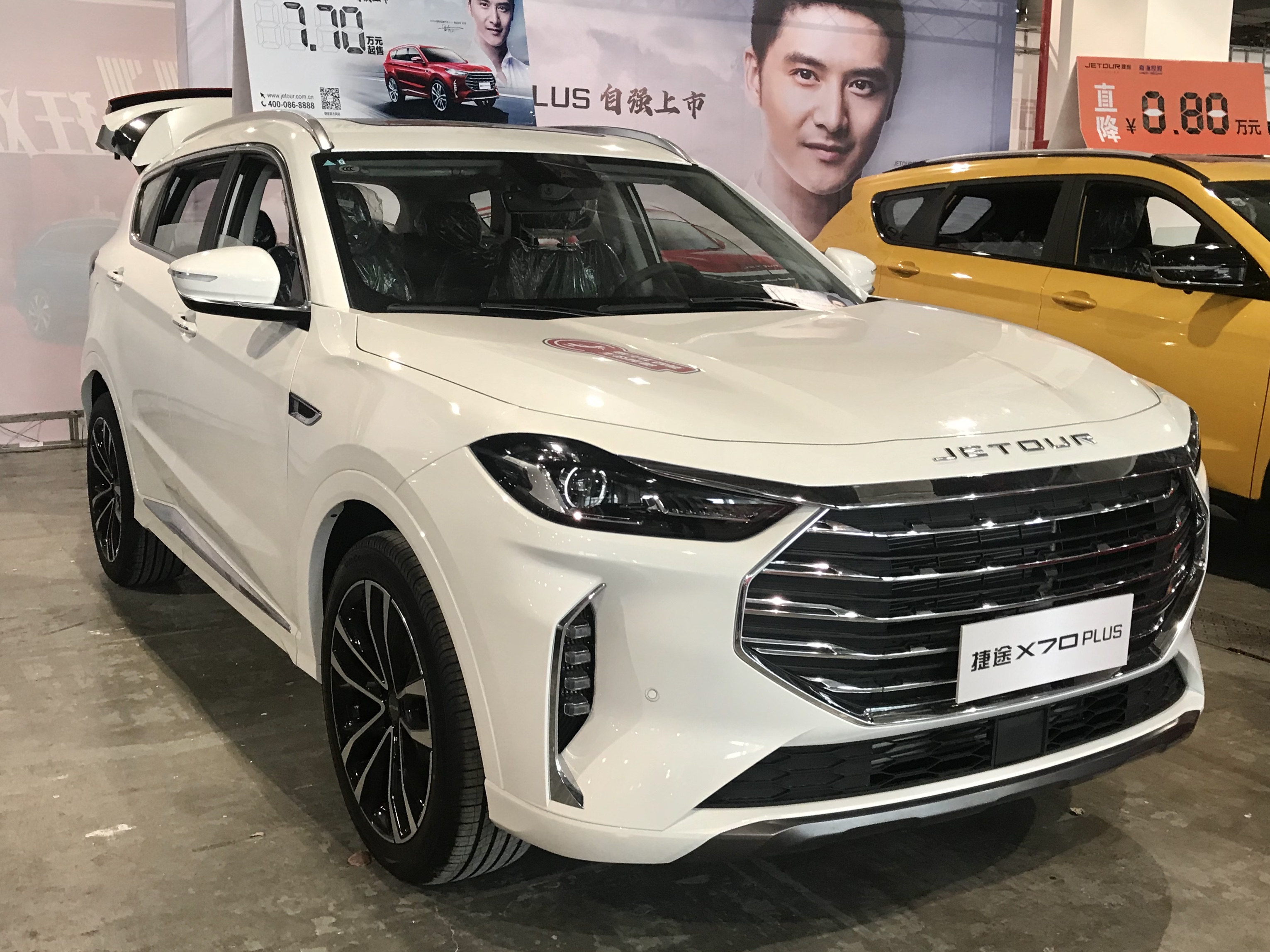
Jetour X70 Plus
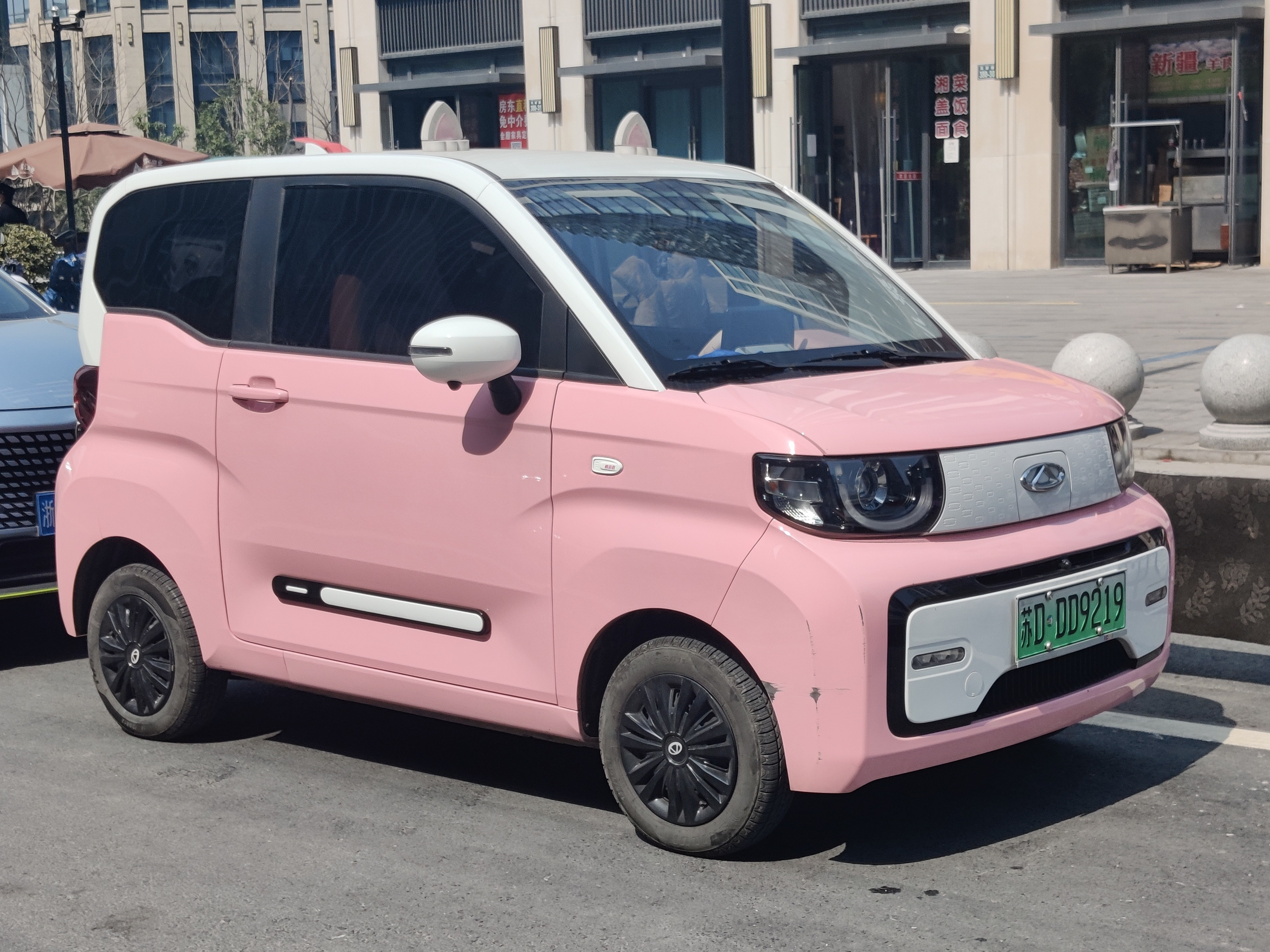
Jetour Ice Cream
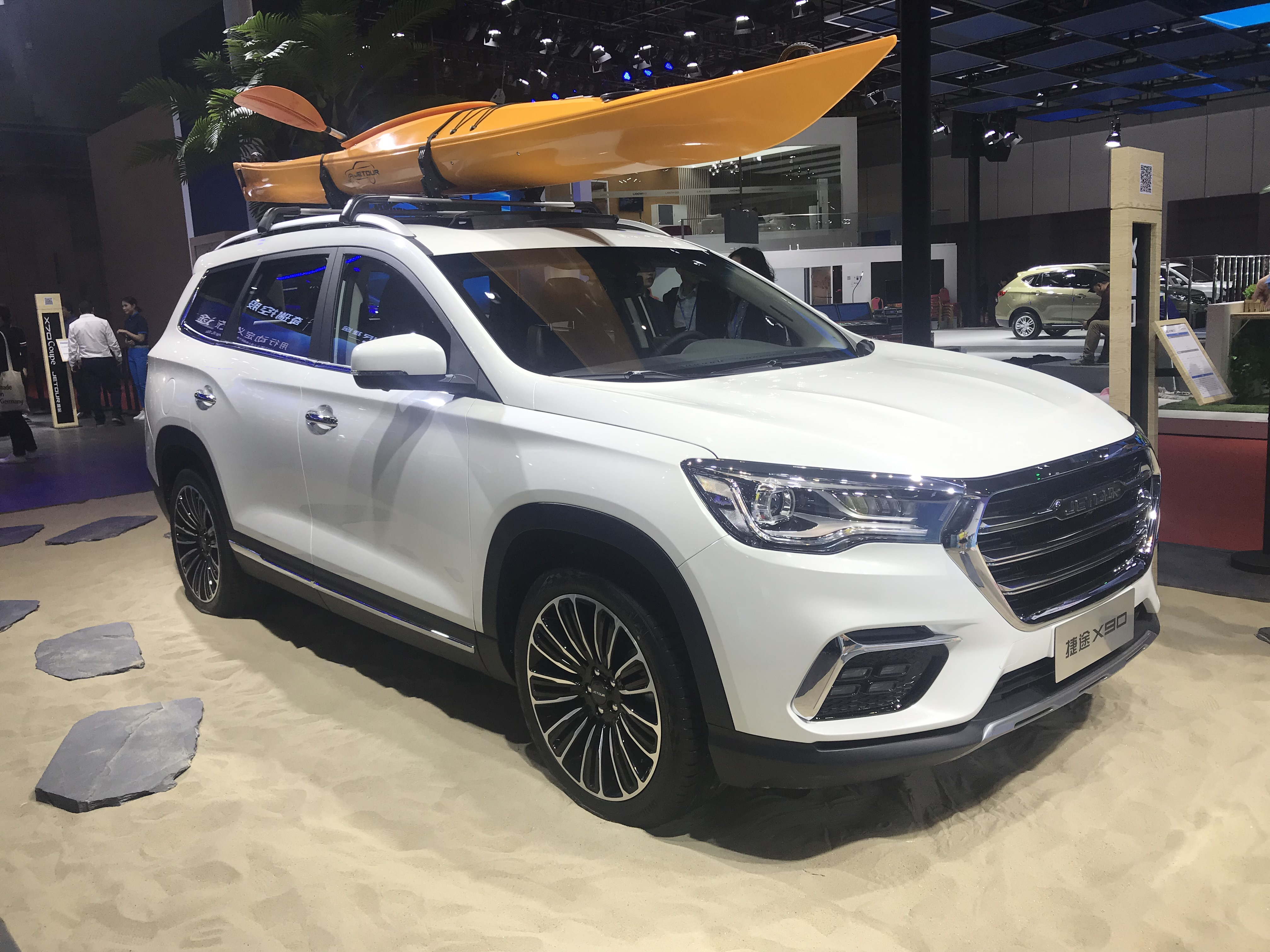
Jetour X90
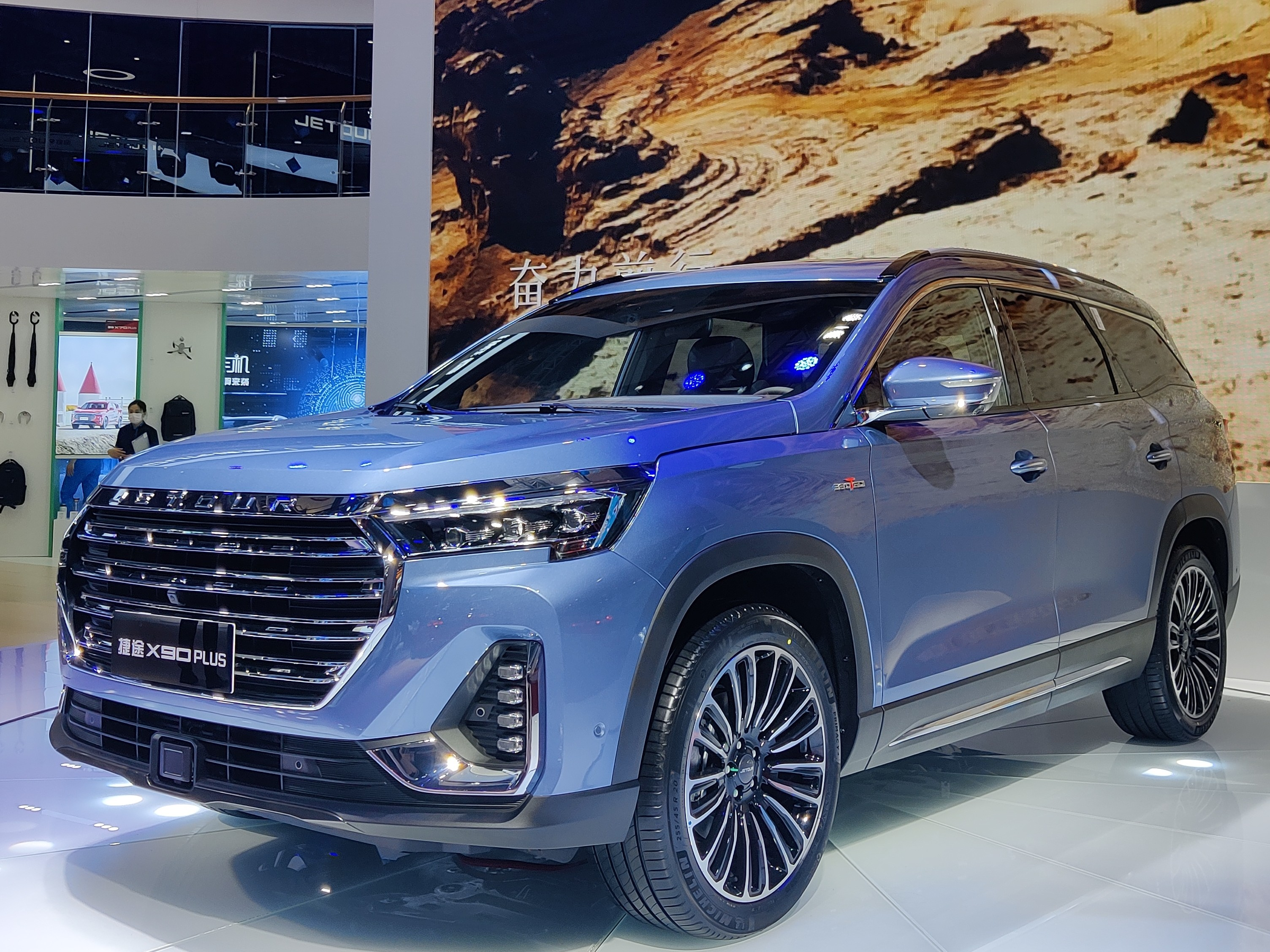
Jetour X90 Plus
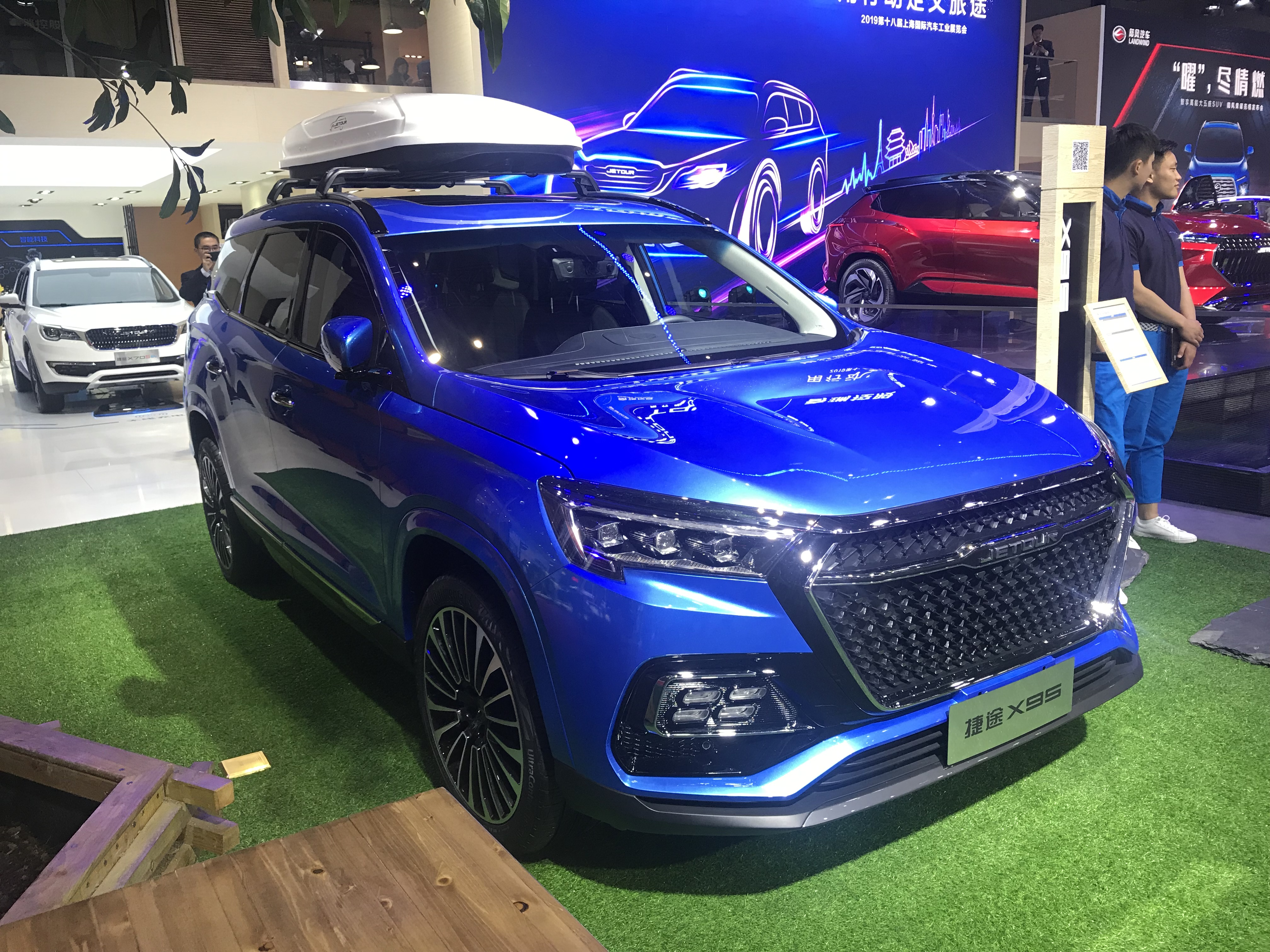
Jetour X95
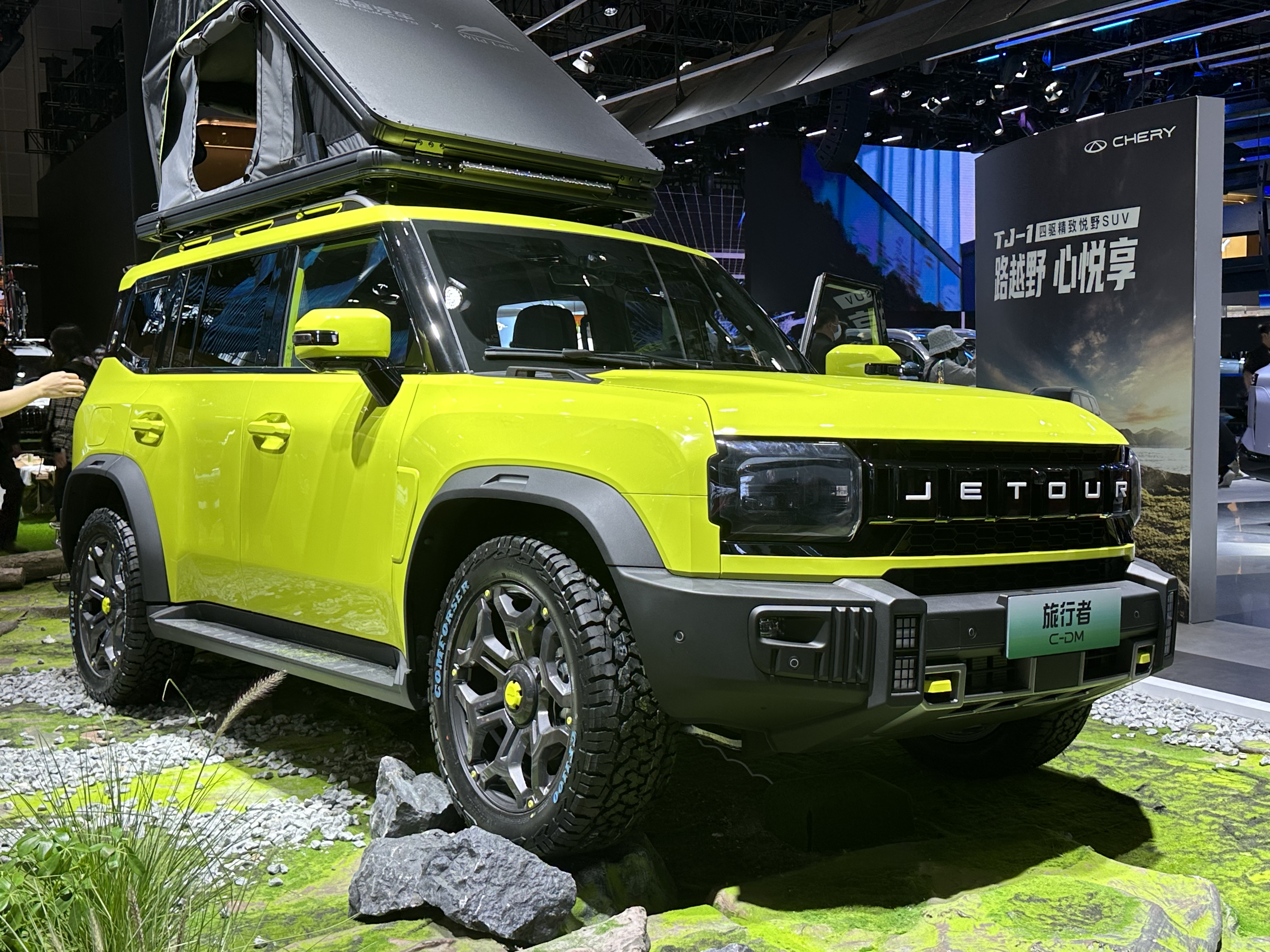
Jetour Traveller

### Modèles abandonnés
Jetour X70 Coupé (2018-2020), variante coupé du X70

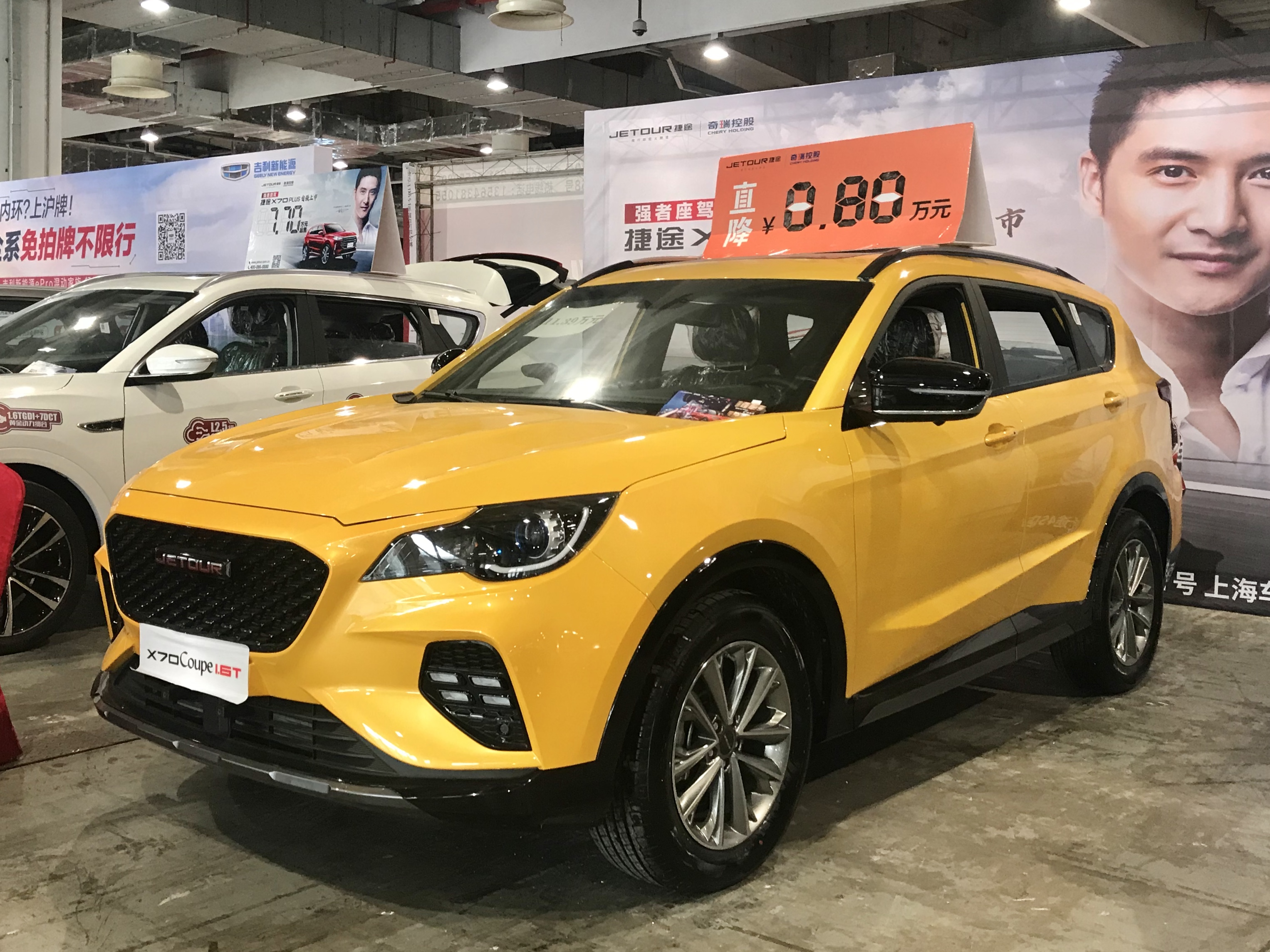
Jetour X70 Coupe

## Concepts
- Jetour T-X, Jetour Traveller (T-1) concept